# Oberschule Zschorlau
Die Oberschule Zschorlau (bis zum Schuljahr 2012/2013 Mittelschule Zschorlau) ist eine allgemeinbildende Schule in der Gemeinde Zschorlau im Erzgebirgskreis mit den Klassenstufen fünf bis zehn. Die Schule gehört zum Regionalschulamtsbezirk Zwickau, der Schulträger ist die Gemeinde Zschorlau.

## Geschichte
Das Gebäude der Oberschule ist den Jahren 1912 und 1913 entstanden. In der Wendezeit waren zur Erhaltung des Hauses grundlegende Sanierungen notwendig.
Es wurden moderne Fachkabinette, wie das Computerkabinett, der Videoraum, das Nähzimmer und die Küche mit modernen Hausgeräten, eingerichtet. Auf dem Schulgelände begann 1995 die Errichtung einer neuen Turnhalle.

## Schulgelände
Für den Sportunterricht nutzen die Schüler die etwa 100 Meter entfernt gelegene Turnhalle. Sie besteht aus drei einzelnen Räumen, einem großen für die allgemeine Nutzung. Veranstaltungen und Wettkämpfe finden hauptsächlich in der großen Sporthalle statt. Zwischen Turnhalle und Schule befindet sich ein Pausenhof, in den ein Spielplatz und vereinzelte Parkflächen integriert sind. Daneben gibt es eine Außensportanlage. Am 26. September 2008 wurde im Beisein vieler Schüler, Lehrer und prominenter Gäste – darunter DFB-Präsident Theo Zwanziger – das neue Mini-Spielfeld eingeweiht.

## Profile und Angebote
Die Schule bietet ein sozial-hauswirtschaftliches, ein technisches und ein wirtschaftliches Profil ab der siebten Klasse an. Des Weiteren gibt es fünf wählbare Neigungskurse: Gesundheit und Sport, Unternehmerisches Handeln, Kunst und Kultur, Naturwissenschaft und Technik sowie Soziales und gesellschaftliches Handeln.
Weiter gibt es außerunterrichtliche Aktivitäten in den Bereichen Hauswirtschaft, Sport, Technik und Kultur.
Jedes Jahr werden traditionell mehrere Schulveranstaltungen durchgeführt, die sich von Projekttage über Sportfeste bis hin zu Wettkämpfen erstrecken. Die Oberschule Zschorlau arbeitet mit einem speziellen Schulprogramm sowie verschiedenen Arbeitsschwerpunkten für das laufenden Schuljahr.